# Aeronorte
A Aeronorte foi uma companhia aeronáutica portuguesa, que se dedicou principalmente ao transporte de passageiros para destinos nacionais e estrangeiros, principalmente vôos executivos. Também foi responsável pela linha aérea de Lisboa a Bragança e Vila Real, e fez serviços de combate a incêndios florestais.

## Descrição
A Aeronorte tinha instalações nos aeródromos de Braga, onde estava sedeada, e no de Bragança, e teve aeronaves baseadas no Aeroporto Francisco Sá Carneiro, no Porto. Oferecia serviços de transporte aéreo de passageiros, além de outras funções ligadas àquela indústria, como manutenção de aeronaves e combate a incêndios florestais.
A empresa operava aviões a jacto, como um Learjet 45 e a hélice, como o bimotor L410, e teve pelo menos um helicóptero, do modelo Ecureuil AS 350 B2.

## História
A companhia começou a fazer serviços aéreos nos finais da década de 1980, tendo operado tanto no mercado nacional como no internacional. Dedicou-se principalmente ao transporte de passageiros, tendo por exemplo oferecido serviços comerciais de tipologia executiva, com aviões a jacto próprios, com origem no Porto e em Londres. Perdeu três aeronaves de combate a incêndios em acidentes, tendo todos estes desastres provocado vítimas mortais, e envolvido aviões monomotores Dromader, de origem polaca.
Entrevistada pela Agência Lusa em 2007, a directora-executiva da Aeronorte, Leana Ribeiro, afirmou que foi «a primeira companhia de aviação a ter aeronaves baseadas no Aeroporto do Porto, no âmbito da aposta na aviação comercial e nos voos executivos para os empresários e figuras públicas da região», tendo sido a primeira empresa de transportes aéreos com instalações próprias no aeródromo de Bragança. Entre os seus investimentos contava-se a compra de um avião a jacto Learjet 45, no valor aproximado de cinco milhões de Euros, que estava baseado no Aeroporto Francisco Sá Carneiro no Porto, em conjunto com um um helicóptero Ecureuil. Segundo Leana Ribeiro, «Este é um segmento com muita procura pelos empresários e figuras públicas do norte, que, até agora, tinham que pagar voos de posicionamento (ferry flights) de aeronaves a partir dos aeroportos de Lisboa, Madrid ou Vigo». A empresa permitia a realização de vôos para qualquer destino internacional, sendo principalmente procuradas pelos empresários do Norte do país as cidades europeias de Londres, Paris, Genebra, Zurique, Vigo e Madrid. Também se verificou uma forte procura para destinos fora do espaço europeu, como Angola, Dakar e o Brasil, principalmente o Nordeste.

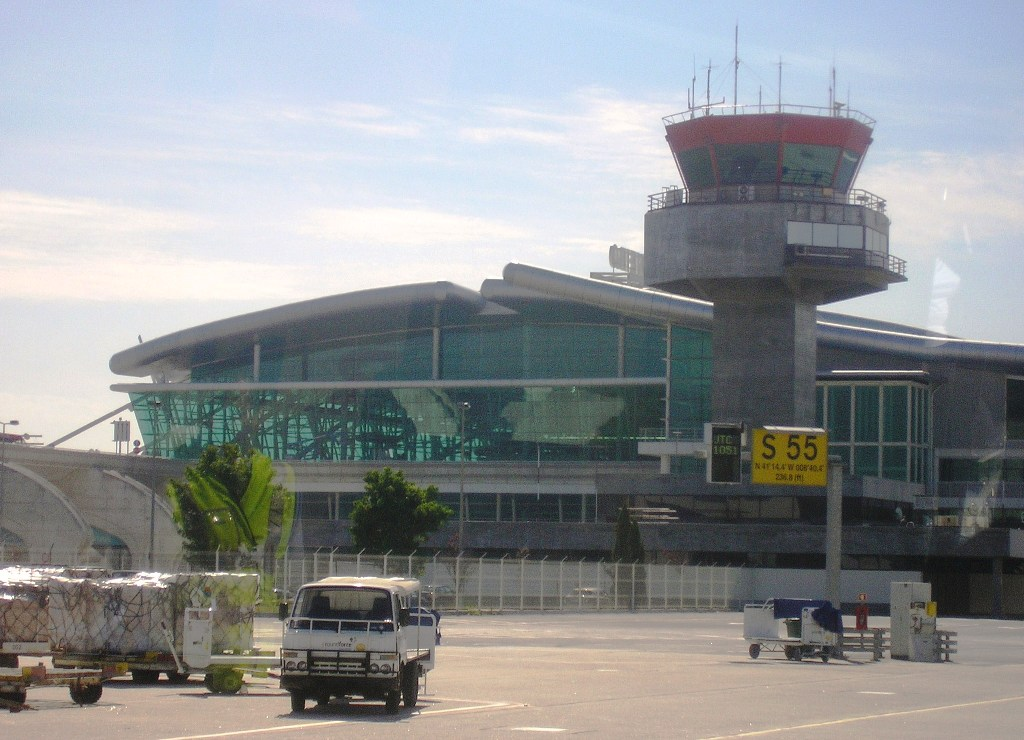
Aeroporto Francisco Sá Carneiro, em 2007.

### Serviço de combate a incêndios
Em 2005, a Aeronorte concorreu, em conjunto com a empresa Helisul, a um concurso público para a prestação de serviços aéreos de combate a incêndios, embora este procedimento tenha sido posteriormente anulado pelo Ministério da Administração Interna, devido ao preço apresentado por ambas as empresas, que foi considerado excessivo. Com efeito, a proposta tinha o valor de 7 milhões de Euros, um aumento de 89% em relação ao valor inicial. Esta foi a primeira vez que ambas as empresas apresentaram uma candidatura conjunta para este tipo de concursos, tendo começado a participar, de forma separada, em 2001. Apesar da anulação do concurso, cerca de um mês depois o então Ministro da Administração Interna, António Costa, determinou a contratação de ambas as empresas por ajuste directo, decisão que provocou fortes críticas por ter ficado ainda mais cara ao governo, uma vez que foi forçado a alugar oito helicópteros em vez dos seis iniciais, além que a capacidade total dos novos aparelhos era muito inferior à do conjunto original. Segundo os administradores das empresas, este acréscimo deveu-se aos maiores custos relacionados com o subaluguer dos helicópteros ao estrangeiro, e o «aumento do valor das coberturas de responsabilidade civil e dos passageiros».
Na sequência deste processo, em Outubro de 2007 ambas as empresas foram acusadas pela Autoridade da Concorrência de agir em cartel, ao aumentar de forma deliberada os preços dos vôos de seis helicópteros para combate a incêndio, lesando o governo em mais de três milhões de Euros. Aquele órgão condenou ambas as empresas a pagarem coimas, que no caso da Aeronorte foi de 179,9 mil Euros. Entrevistado pelo jornal Correio da Manhã em Abril de 2008, o administrador da Aeronorte, José Ribeiro, negou as acusações, alegando que se tratava de um concurso internacional, tendo afirmado que «Estamos a defender a nossa posição nas instâncias próprias mas não é difícil perceber que não poderíamos controlar toda a concorrência do Mundo». Ambas as companhias foram ilibadas desta acusação em Maio de 2018 pelo Tribunal do Comércio de Lisboa, que considerou «não ter ficado provado que o acordo celebrado pelas arguidas teve como objecto e/ou efeito impedir, falsear ou restringir a concorrência no mercado em questão, forçoso é concluir que as arguidas não praticaram a contra-ordenação que lhes é imputada». O Tribunal acrescentou que estas «limitaram-se a apresentar a apresentar a sua candidatura de acordo com uma possibilidade permitida pelo concurso», e que o intuito das empresas, ao concorrerem com uma só proposta, foi de «limitar/repartir as fontes de abastecimento ou fornecimento dos produtos /serviços em questão, com uma redução do número de concorrentes ao abastecimento ou fornecimento dos produtos /serviços relevantes nem, muito menos, que tenha sido obter um ganho ilícito à custa da despesa pública». Este processo foi considerado como parte do polémico caso do aluguer de aviões para o combate aos incêndios florestais em Portugal, medida que tinha sido introduzida pelo estado no sentido de proporcionar meios aéreos para este fim a custos reduzidos, mas que acabou por causar grandes prejuízos às contas públicas, e que envolveu figuras proeminentes do governo, como o então ministro da Administração Interna, António Costa.
Em Maio de 2007, o governo iniciou um concurso internacional para alugar duas aeronaves para combate a incêndios com mais de dez mil litros de água, existindo nesse momento no mundo apenas um tipo de avião com tal capacidade, o aparelho russo Beriev Be-200. Já anteriormente, o governo tinha tentado adquirir quatro aviões deste modelo, mas sem sucesso. Os únicos dois concorrentes foram as empresas Aeronova, em representação da própria Beriev, e a Aeronorte, que venceu o concurso. Porém, o processo ficou marcado pela polémica, com reclamações de ambos os concorrentes, levando a atrasos na decisão sobre qual deveria ser a empresa vencedora, enquanto que a Beriev ameaçou não autorizar a Aeronorte a alugar os aviões. Assim, o estado optou por uma solução de ajuste directo, tendo sido assinado um contrato com a Aeronova, após convénio com a Aeronorte e o Beriev.

### Linha aérea de Lisboa a Vila Real e Bragança
Em Julho de 2007, a empresa estava a planear a sua instalação no Aeródromo de Bragança, tendo por isso ponderado a construção de dois hangares e de uma oficina naquele espaço, para colocar os seus aviões. A finalidade seria iniciar vôos regulares para turistas entre aquela cidade e o estrangeiro, o que constituiria uma grande alteração na oferta da empresa, que até então era quase totalmente centrada no mercado de negócios, sendo apenas cerca de 10% dos seus vôos dedicados à procura de leisure. O então presidente, José Ribeiro, declarou à Rádio Brigantina que a possibilidade de assegurar ligações regulares não estava fora de parte, e que se previa que a companhia iria empregar quarenta a sessenta pessoas nos próximos dez anos. Numa entrevista ao jornal Público, revelou que a empresa pretendia «apostar nos voos não regulares que sirvam a nossa comunidade emigrante e também, em força, no turismo». Previa-se que estes serviços iriam ser prestados nos períodos de férias e de festividades, ligando Portugal à França e Alemanha, estando então também planeada a realização de vôos ao fim-de-semana de Lisboa a Madrid via Bragança, complementando os serviços regulares em território nacional, que se faziam apenas nos dias úteis. A companhia tinha igualmente baseado recentemente dois aviões no Aeroporto Francisco Sá Carneiro, no Porto. Em Novembro desse ano, já tinha sido cedido o espaço no aeródromo municipal para a instalação dos hangares, obra que envolveu um investimento superior a um milhão de Euros, prevendo-se que os trabalhos teriam início em Janeiro de 2008, e estariam concluídos no final do ano. A aposta em Bragança devia-se também às melhores condições em relação ao aeródromo de Braga, onde a empresa estava sedeada, uma vez que tinha uma pista muito mais comprida, com 1700 m, além que estava a ser instalada uma estação VOR/DME e um sistema de telesinalização e telecontrolo, equipamentos que iriam entrar em funcionamento em meados de 2008, permitindo a utilização de um avião de 45 lugares entre Bragança e o estrangeiro. Segundo a directora-executiva da Aeronorte, Leana Ribeiro, Bragança também tinha a vantagem de se situar «numa posição geoestratégica privilegiada na Península Ibérica, a 200 quilómetros do Porto e a 300 de Madrid». Leana Ribeiro acrescentou que o novo hangar iria melhorar a eficácia e as condições de operacionalidade da Aeronorte, além que ira «impulsionar o desenvolvimento do Aeródromo Municipal de Bragança e contribuir para uma maior dinâmica da economia local».
Em Abril de 2008, a empresa recebeu um novo avião no Aeródromo de Braga, que iria assegurar o serviço aéreo entre Lisboa e as cidades de Bragança e Vila Real, na região de Trás-os-Montes. O veículo, um bimotor a hélice de dezasseis lugares do modelo L410, foi alugado na República Checa segundo o modelo de wet-leasing (en), e estava licenciado para voar dentro da União Europeia, vindo desde logo com uma tripulação própria, embora o co-piloto fosse português. Previa-se que a empresa iria receber uma outra aeronave do mesmo tipo, que iria ser utilizada apenas caso a primeira avariasse, assegurando desta forma a continuação dos serviços. Porém, devido ao reduzido comprimento da pista de Vila Real, a aeronave só poderia transportar catorze passageiros. José Ribeiro afirmou que as ligações iriam ser retomadas após o estado indicar a data que o veículo possa começar a operar, prevendo-se que iriam ser feitos quatro vôos diários entre Bragança e Lisboa. Os serviços aéreos entre Lisboa e Bragança foram suspensos em 17 de Março daquele ano, devido a problemas financeiros da empresa Aerocondor, tendo o governo rescindido o contrato de serviço público com aquela entidade, e escolhido a Aeronorte para a substituir. Segundo o contrato, o governo iria dar um montante máximo anual de compensação à empresa de 1,190 milhões de Euros, sendo aquele valor dependente da procura do serviço. Também em Abril desse ano, José Ribeiro referiu ao Jornal de Notícias que estava a ser elaborado um estudo que previa a realização de serviços turísticos internacionais com origem em Bragança, para os quais seriam necessários aviões de maiores dimensões, com capacidade máxima de cinquenta passageiros. Nessa altura, previa-se que a Aeronorte iria atingir, ainda em 2008, um volume total de negócios de 10 milhões de Euros.
Porém, em 7 de Outubro de 2008 o Instituto Nacional de Aviação Civil determinou a eliminação da candidatura da Aeronorte ao serviço público entre Bragança, Vila Real e Lisboa, que foi entregue à outra concorrente, a empresa Aerovip. Segundo um comunicado da Aeronorte, esta decisão ter-se-á devido a problemas com o processo de certificação das aeronaves de matrícula estrangeira da empresa, tendo alegado que este procedimento iria ter consequências negativas para a operação do serviço e dos milhares de passageiros que o utilizavam por dia. Desta forma, a Aeronorte apenas assegurou a linha aérea de Lisboa a Vila Real e Brangança durante cerca de oito meses.